# Meeuwen, Hill en Babyloniënbroek

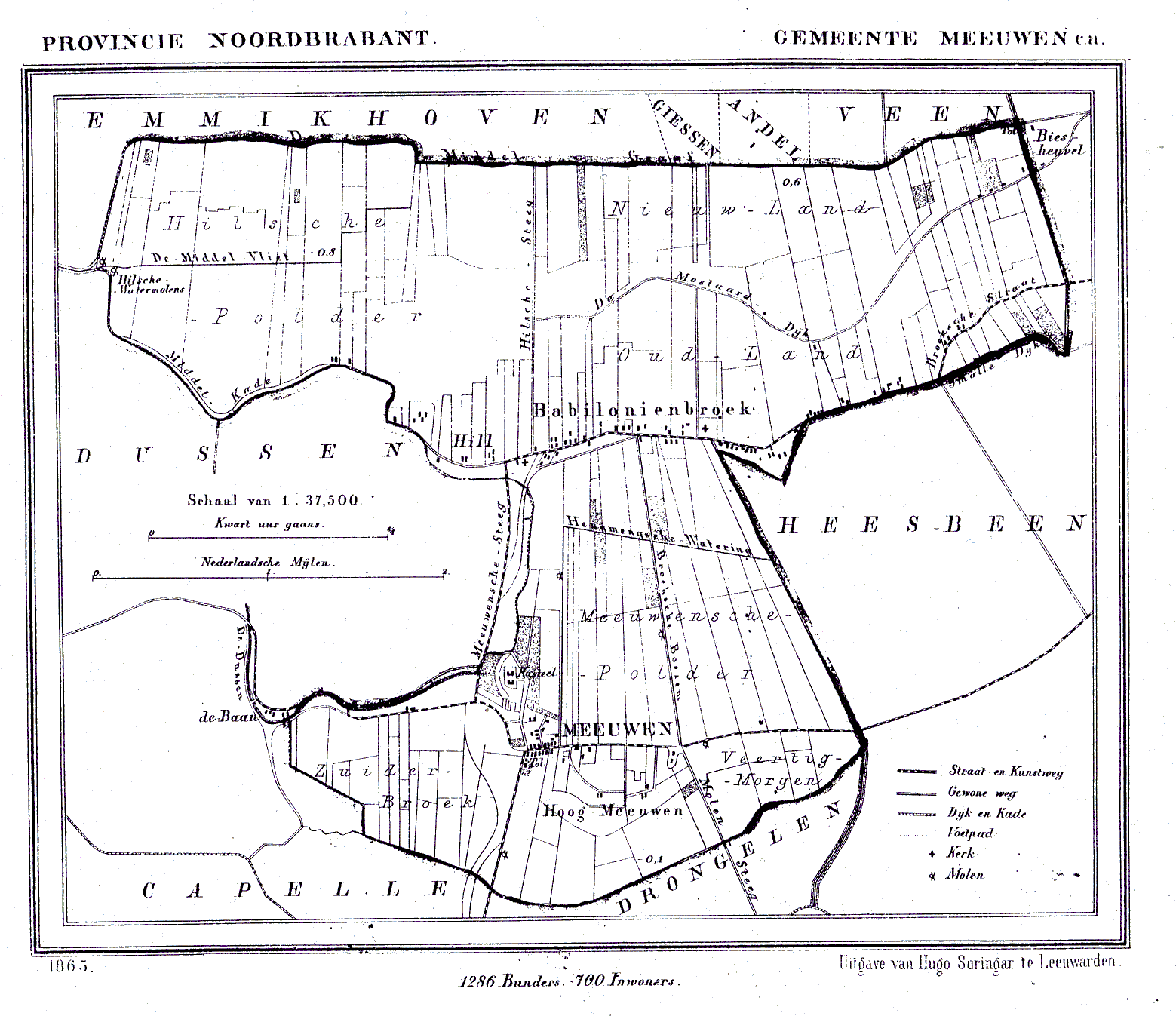
Carte de Meeuwen, Hill en Babyloniënbroek en 1865

Meeuwen, Hill en Babyloniënbroek est une ancienne commune néerlandaise situé dans la province du Brabant-Septentrional.
Du 19 septembre 1814 au 10 février 1815, la commune était rattachée administrativement à la province de la Hollande-Méridionale.
La commune était composée des villages de Meeuwen, Hill et Babyloniënbroek. Le nom fut officiellement changé en Meeuwen le 1er août 1908.
Le 1er mai 1923, Meeuwen fusionne avec Genderen et Drongelen pour former la nouvelle commune d'Eethen. De nos jours, le territoire et ses villages font partie de la commune d'Aalburg.